# Karol Pentz

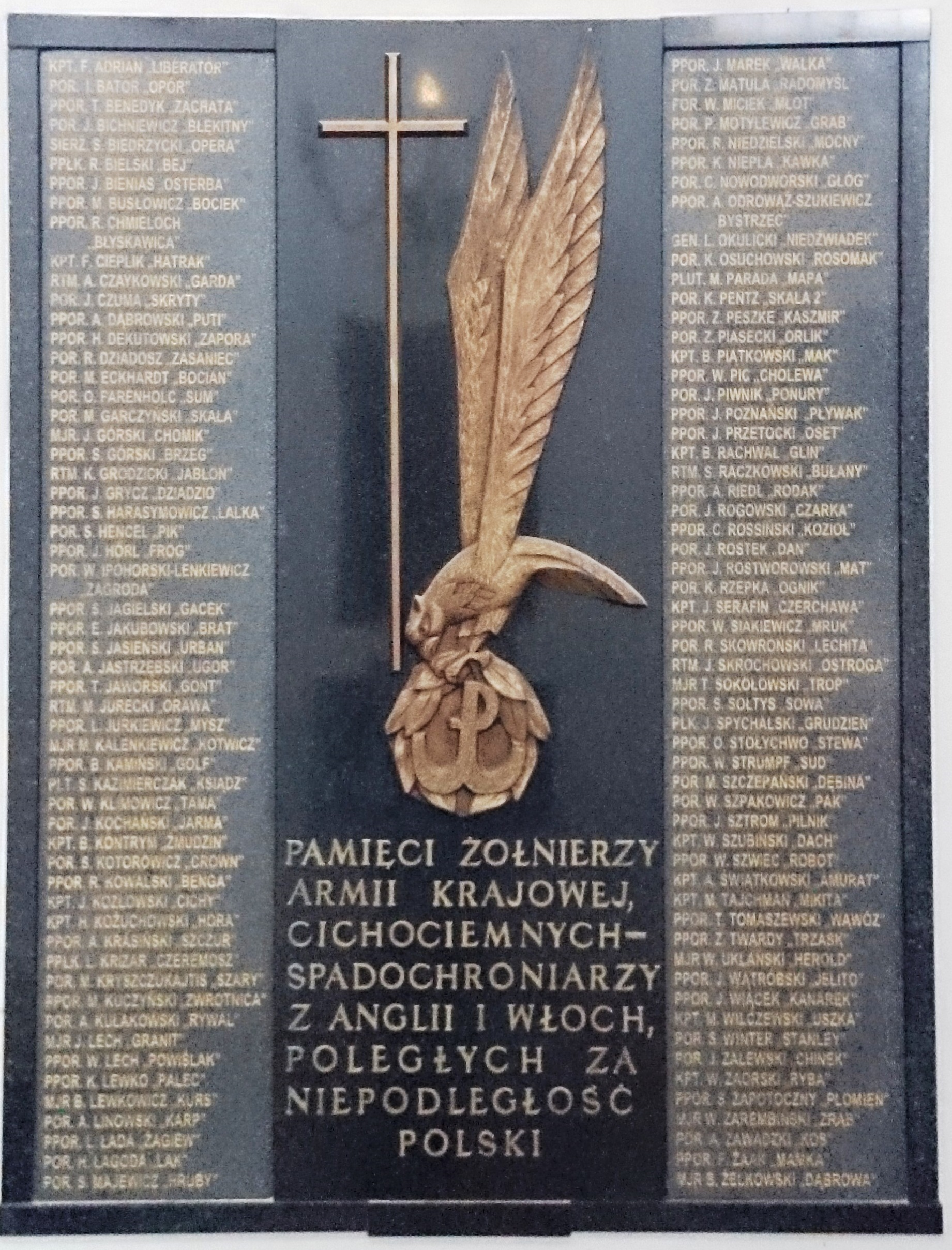
Tablica w kościele św. Jacka w Warszawie, upamiętniająca poległych cichociemnych, w tym Karola Pentza

Karol Pentz pseud.: Skała 2, Limba 2 (ur. 17 grudnia 1908 w Dobromilu, zm. 9 września 1944 w Warszawie) – polski prawnik, pocztowiec, oficer Wojska Polskiego II RP, Armii Andersa i Polskich Sił Zbrojnych na Zachodzie, oficer Armii Krajowej, porucznik piechoty, cichociemny.

## Życiorys
Był synem Józefa i Katarzyny z domu Wolff i młodszym bratem Jana Adama. Po ukończeniu 4 klas szkoły powszechnej w Dobromilu, uczył się w tamtejszym Gimnazjum im. Herburtów, gdzie zdał maturę w 1929 roku. W 1930 roku rozpoczął pracę jako asystent w Urzędzie Pocztowym Lwów 1. Pracował tam do 1938 roku. W latach 1933–1938 odbył studia prawnicze na Uniwersytecie Lwowskim. W 1938 roku zdał egzamin referendarski w Ministerstwie Poczt i Telegrafów w Warszawie i od 30 września tego roku podjął pracę jako zastępca naczelnika Urzędu Pocztowego Stanisławów 1.
W okresie 1930–1931 odbył służbę wojskową ucząc się w Szkole Podchorążych Rezerwy Piechoty nr 10 w Gródku Jagiellońskim oraz w 51 pułku piechoty Strzelców Kresowych. W 1938 roku został skierowany na kurs oficerów informacyjno-wywiadowczych.
We wrześniu 1939 roku został wyreklamowany od mobilizacji przez Dyrekcję Poczt i Telegrafów we Lwowie. 8 grudnia 1939 roku zagrożony aresztowaniem przez NKWD zaczął się ukrywać w Dobromilu i Lwowie. Został aresztowany przy próbie przekroczenia granicy polsko-węgierskiej 1 kwietnia 1940 roku. Przebywał w więzieniach w Skolem, Stryju i Połtawie oraz w łagrze w Republice Komi.
24 września 1941 roku wstąpił do Armii Andersa, przydzielono go do Centrum Wyszkolenia Piechoty i 1 pułku rekruckiego, gdzie służył jako dowódca plutonu strzeleckiego w 7 kompanii. 
Zgłosił się do służby w kraju. 4 listopada 1943 roku został przeniesiony do Ośrodka Zapasowego Armii, a następnie został przydzielony do Sekcji Dyspozycyjnej Naczelnego Wodza. 
Po przeszkoleniu w dywersji został zaprzysiężony 14 lutego 1944 roku w Oddziale VI Sztabu Naczelnego Wodza. Zrzutu dokonano w nocy z 30 na 31 maja 1944 roku w ramach operacji „Weller 30” dowodzonej przez mjra naw. Eugeniusza Arciuszkiewicza (zrzut na placówkę odbiorczą „Paszkot 1” 7 km na północ od Łańcuta). Dostał przydział do Okręgu Lublin AK, jednak przydział ten nie został zrealizowany.
W czasie powstania warszawskiego walczył od 4 sierpnia w Zgrupowaniu Batalionu Kiliński operującym w Obwodzie Śródmieście AK. Po Kazimierzu Szczapie „Baturze” przejął dowodzenie 6 kompanią „Wawer”. Brał udział m.in. w:
- izolowaniu budynku PAST-y przy ul. Zielnej 37/39,
- szturmie i zdobyciu budynku PAST-y
- walkach obronnych w rejonie ulic Bagno–plac Grzybowski–ul. Królewska 16.

Został ciężko ranny 29 sierpnia przy ul. Próżnej. Przeniesiony do szpitala przez Aleje Jerozolimskie, zmarł od ran 9 września w szpitalu przy ul. Lwowskiej. Według innej relacji zginął 6 września przy ul. Próżnej.

## Awanse
- podporucznik – ze starszeństwem od 1 stycznia 1933 roku
- porucznik – 30 maja 1944 roku.

## Odznaczenia i wyróżnienia
- Krzyż Srebrny Orderu Virtuti Militari – pośmiertnie, 2 października 1944 roku
- Krzyż Walecznych – pośmiertnie, 15 września 1944 roku.

## Upamiętnienie
W lewej nawie kościoła św. Jacka przy ul. Freta w Warszawie odsłonięto w 1980 roku tablicę Pamięci żołnierzy Armii Krajowej, cichociemnych – spadochroniarzy z Anglii i Włoch, poległych za niepodległość Polski. Wśród wymienionych 110 poległych cichociemnych jest Karol Pentz.